# Torre d'en Garrell
Torre d'en Garrell és una torre catalogada com a monument del municipi de Vilanova i la Geltrú (Garraf) i protegida com a bé cultural d'interès local.

## Descripció
Torre de planta circular que s'eleva formant un cos troncocònic. La coberta és plana. L'exterior presenta carreus irregulars de pedra i una cornisa de maó que recorre la part superior. Presenta espitlleres emmarcades amb maó i una porta allindanada.
L'interior té un espai únic amb un pilar de maó, centrat, que suporta la coberta. Actualment hi ha unes construccions adossades a la torre.

## Història
El 1874 l'Ajuntament de Vilanova va fer construir aquesta torre per utilitzar-la com a element defensiu durant la Tercera Guerra Carlina. L'autor del projecte va ser el brigadier Manuel Salamanca, qui també s'encarregà de trobar els emplaçaments més adequats per ubicar els sistemes defensius als camins d'accés de la ciutat.
El bon estat de la torre es deu a diversos factors: el decret de protecció del 22/4/1949, la seva inclusió dins l'inventari d'arquitectura militar i el fet d'haver estat utilitzada contínuament. Actualment s'utilitza com a magatzem agrícola.